# Верушка
Верушка (нім. Veruschka; при народженні графиня Вера Готтлібе Анна фон Лендорф, нім. Vera Gottliebe Anna Gräfin von Lehndorff, також Вера фон Лендорф, або Верушка фон Лендорф; нар. 14 травня 1939, Кенігсберг, Східна Пруссія) — німецька модель та акторка.

## Життєпис
Народилась 14 травня 1939 року в місті Кенігсберг, Східна Пруссія (нині російський Калінінград) в старовинній дворянській родині. Її батьками були граф Генріх фон Лендорф (1909—1944) та графиня Готтлібе фон Кляйнен (1913—1993). Три її сестри — Марі Елеонор (1937—2018), Габрієль (нар. 1942) та Катаріна (нар. 1944). Їхнім двоюрідним дядьком був хірург та письменник граф Ганс фон Лендорф (1910—1987), двоюрідною тіткою — журналістка і громадська діячка графиня Маріон Денгофф (1909—2002). 
4 вересня 1944 року їхнього батька було страчено за участь у замаху на Гітлера, відомому як Змова 20 липня, або Операція «Валькірія». Родина була позбавлена майна та титулу, матір було відправлено до трудового табору, а Веру разом з Марі Елеонор та Габрієль віддано до дитячого будинку в місті Бад-Закса. По завершенні Другої світової війни вона разом з матір'ю та сестрами мешкали у таборах для біженців. Через постійні переміщення Вері довелося змінити 13 шкіл.
Після школи вона вивчала дизайн та живопис у Флоренції. В Італії Вера, чий зріст досяг 183 сантиметрів, почала працювати  моделлю, взявши псевдонім Верушка. У 1960-х та на початку 1970-х років вона працювала в Італії, Франції та США, з'явилася на 800 обкладинках та співпрацювала з такими метрами як Сальвадор Далі, Річард Аведон, Ірвінг Пенн, Діана Вріланд, Гельмут Ньютон, Стівен Майзель, Петер Ліндберг та Пітер Біерд. 
1966 року дебютувала в кіно, у фільмі «Фотозбільшення» Мікеланджело Антоніоні (зіграла себе, яка протягом п'яти хвилин позує головному герою в його студії; саме цей епізод потрапив на постер стрічки, яка здобула Золоту пальмову гілку на 20-му Каннському кінофестивалі).
1971 року виконала головну роль у кінодрамі свого близького друга фотографа Франко Рубартеллі «Верушка. Поезія жінки» (італ. Veruschka, poesia di una donna). 
1984 року виконала головну роль у фільмі Ульріки Оттінгер «Доріан Грей у дзеркалі жовтої преси», де зіграла спільно з Дельфін Сейріг.
1986 року було видано альбом «Метаморфози» художника Хольгера Трюльцшема, для якого Верушка позувала вкрита фарбою у стилі боді-арт.
2004 року режисер Пол Морріссі, відомий співпрацею з Енді Ворголом, створив про неї документальний фільм «Верушка. Життя перед камерою».
2006 року у берлінському Музеї фотографії пройшла організована Фондом Гельмута Ньютона виставка «Автопортрети Верушки» (англ. Veruschka Self-Portraits), фотографії для якої були створені спільно з фотографом Андреасом Хубертусом Ільзе. Того ж року з'явилася в епізодичній ролі графині Валленштейн у фільмі «Казино Рояль» з циклу про Джеймса Бонда, з Деніелом Крейгом та Євою Грін у головних ролях.
2011 року видала автобіографічну книгу «Верушка. Моє життя» (нім. Veruschka. Mein Leben).

## Фільмографія
| Рік  |    | Українська назва                    | Оригінальна назва                          | Роль                 |
| ---- | -- | ----------------------------------- | ------------------------------------------ | -------------------- |
| 1966 | ф  | Фотозбільшення                      | Blow-Up                                    | Верушка              |
| 1971 | ф  | Верушка. Поезія жінки               | Veruschka, poesia di una donna             | Вера                 |
| 1972 | ф  | Саломея                             | Salomé                                     | Мірріна              |
| 1976 | ф  | Погані думки                        | Cattivi pensieri                           | коханка Маріо Марані |
| 1979 | ф  | Міло-Міло                           | Milo-Milo                                  | Барбара              |
| 1979 | ф  | Колір тіла                          | Couler chair                               | Анна                 |
| 1980 | ф  | Плащаниця Вероники                  | Les suaires de Véronique                   | Вероніка Фромм       |
| 1984 | ф  | Доріан Грей у дзеркалі жовтої преси | Dorian Gray im Spiegel der Boulevardpresse | Доріан Грей          |
| 1985 | ф  | Наречена                            | The Bride                                  | Графиня              |
| 1985 | кф | Спостереження за смертю             | Vom Zusehen beim Sterben                   | -                    |
| 1989 | ф  | Червоний оркестр                    | L'orchestre rouge                          | Анна Максимович      |
| 2006 | ф  | Казино Рояль                        | Casino Royale                              | графиня Валленштейн  |
| 2017 | тф | Суперхост                           | The Superhost                              | Улла Красс           |
| 2019 | ф  | Свято                               | La vacanza                                 | Аннеке               |
| 2019 | ф  | Воскресіння                         | Resurrezione                               | -                    |

## Цитата
«Гельмут Ньютон якось сказав мені: "Знаєш, а ми ж працюємо, аби наповнювати сміттєві баки". І він правий. В решті решт, усі наші фотографії осідають на смітнику, серед кухонних відходів та старого ганчір'я. Чудовий мотлох, що втратив сенс».